# Баия (бронепалубен крайцер, 1909)
Баия (на португалски: Cruzador Bahia, (C-12/C-2)) е бронепалубен крайцер от едноименния тип крайцери. Главен кораб на проекта, построен е във Великобритания от фирмата „Армстронг“. През ноември 1910 г., шест месеца след влизането си в строя, „Баия“ участва във въстанието на бразилските ВМС, известно като „Въстание на камшиците“ на страната на въстаниците.

## Строителство и въвеждане в строй
Постройката на „Баия“ е част от обширна бразилска корабостроителна програма от 1904 г. Освен строителството на двата крайцера тип „Баия“ програмата предвижда постройката на два линейни кораби тип „Минас Жерайс“, десет ескадрени миноносци тип „Пара“, три подводници и една плаваща база за подводници.
Проектът „Баия“ е разработен на основата на проекта британски крайцери скаути тип „Адвенчър“. Килът на бъдещия крайцер е заложен на 19 август 1907 г. на стапелите на британската компании Armstrong Whitworth „Армстронг“ в Нюкасъл. Спускането на кораба на вода е осъществено на 20 януари 1909 г. – почти година и половина след залагането му. Достройката на крайцера е завършена на 2 март 1910 г., след което той поема за Бразилия. На 6 май пристига в пристанището на Ресифи. На 21 май 1910 г. новият крайцер влиза в състава на бразилския военноморски флот. „Баия“ става третият кораб на флота, наречен в чест на бразилския щат Баия. Към момента на влизането му в строй крайцерите на типа „Баия“ са най-бързите крайцери в света. Освен това тези кораби са първите кораби на бразилския флот, задвижвани от парни турбини.

## История на службата

### „Въстание на камшиците“
По време на влизането на „Баия“ в строй бразилската икономика се намира в криза. Икономическите трудности, а също и царящият във въоръжените сили на Бразилия расизъм и закрепилата се във флота жестока дисциплина водят до въстание на матросите на големите кораби.
В началото на 1910 г. недоволните от жестокото отношение към чернокожите матроси на линкора „Минас Жерайс“ започват подготовка на въстание. За предводител на въстанието е избран опитният матрос Жуан Кандиду Фелизберту, наречен „Черния адмирал“. В средата на ноември един от матросите е жестоко наказан с бой с камшик пред очите на екипажа на кораба – независимо от това, че използването на този вид наказание е изрично забранено от бразилските закони. Наказанието не е прекратено дори след като матросът губи съзнание, което довежда заговорниците до ярост. Те решават да ускорят подготовката за въстание и на 21 ноември 1910 г. то избухва, по-рано от първоначално определената дата. Въстаниците убиват няколко офицера и командира на „Минас Жерайс“, останалите офицери са свалени от кораба със сила на брега. Въстанието бързо се прехвърля на еднотипния линкор „Сао Пауло“, на стария броненосец на бреговата отбрана „Маршал Деодору“ и на крайцера „Баия“. Въстаниците на „Баия“ убиват един от офицерите. Но независимо от въстанието на корабите се поддържа дисциплина. Освен това по заповед на Фелизберту всички алкохолни напитки са изхвърлени зад борда.
Матросите от базираните миноносци запазват лоялност към правителството; към брега и президентския дворец са прехвърлени подразделения на армията, но нито първите, нито другите успяват да потушат въстанието. Освен това на въстаналите моряци симпатизират мнозина от военнослужещите в батареите на бреговата отбрана на Рио де Жанейро. Този факт, а също и страхът от обстрел на корабите по столицата на страната подбуждат Националния конгрес на Бразилия да приеме исканията на моряците. В това число влиза забраната на телесни наказания, подобряване на условията на обитаване и амнистия за всички участници във въстанието. Правителството също така официално помилва въстаниците и излиза със заявление, изразяващо съжаление са случилото се, като по този начин успокоява страстите. На 26 ноември корабите се връщат под контрола на военноморските сили.

### Първа световна война
В първите години на Първата световна война бразилските кораби участват в съвместни патрули в Южния Атлантик заедно с английски, френски и американски кораби. Наред с това бразилските кораби нямат право да използват сила отвъд пределите на бразилските териториални води, поради това че Бразилия в това време не е в състояние на война с Централните сили. Бразилия се старае да спазва пълен неутралитет. Така през август 1914 г. крайцерите „Баия“ и „Риу Гранди ду Сул“ са изпратени в Сантус за съблюдаване на бразилския неутралитет, тъй като пристига съобщение, че близо до порта се намира германски рейдер. Бразилия влиза в Първата световна война на 26 октомври 1917 г. на страната на Антантата.
По молба на Великобритания бразилските ВМС на 21 декември 1917 г. сформират неголямо съединение кораби, което следвало да действа от другата страна на Атлантика. На 30 януари 1918 г. „Баия“ става флагмански кораб на новообразуваното съединение Divisão Naval em Operações de Guerra (съкратено – DNOG) с командир контраадмирал Педру Фронтина (на португалски: Pedro Max Fernando Frontin). Освен „Баия“ в състава на съединението влизат еднотипният крайцер „Риу Гранди ду Сул“, ескадрените миноносци тип „Пара“ („Piauí“, „Paraíba“, „Rio Grande do Norte“ и „Santa Catarina“), плаващата база „Белмонте“ и буксирът „Laurindo Pita“.
На 31 юли съединението поема към британската колония Сиера Леоне. Снабдяването на съединението е напълно възложено на съюзниците. Бразилия предоставя само кораби и екипажите им. По пътя съединението няколко пъти спира за попълване на запаси от плавбазата „Белмонте“, независимо от опасността от нападение от страна на германски подводници. На 9 август корабите пристигат във Фрийтаун и остават там до 24 август, когато съединението отплава за Дакар. По време на прехода към Дакар от „Баия“, „Риу Гранди ду Сул“, „Rio Grande do Norte“, „Белмонте“ и „Laurindo Pita“ забелязват торпедо, насочено към „Белмонте“, но то пропуска целта. Есминецът „Rio Grande do Norte“ обстрелва и хвърля дълбочинни бомби по това, което моряците приемат за подводница. Официалната история на бразилските ВМС гласи, че на този ден от бразилското съединение е потопена подводна лодка, но историкът на флота Роберт Шейна твърди, че няма никакви свидетелства, потвърждаващи това заявление, а гибел на подводница не е зафиксирана в публикуваните след войната документи за загубите на германски подводници.
След пристигането в Дакар на съединението то изпълнява патрулиране на район, ограничен от триъгълника Дакар – Кабо Верде – Гибралтар; союзниците предполагат, че този район изобилства от подводници, дебнещи конвоите. По време на патрулирането на „Баия“ и „Риу Гранди ду Сул“ започват проблеми с кондензаторите, подсилени от топлия тропически климат.
През септември на корабите на съединението започва епидемия от испански грип. Първите заболели са моряци на „Баия“, след което инфекцията се разпространява и на останалите бразилски кораби. В един момент на някои от корабите са болни 95% от екипажа. 103 моряка умират в похода и още 250 души умират след завръщането им в Бразилия. На 3 ноември „Баия“, три от четирите есминеца и буксира са насочени към Гибралтар за действия в Средиземно море. Корабите заедно със съпровождащия ги американски есминец „Израел“ пристигат в Гибралтар на 9 или 10 ноември, за края на войната – на 11 ноември 1918 г. в Компиенската гора е подписано съглашението за прекратяване на военните действия. В началото на 1919 г. крайцерът „Баия“ и четирите есминеца посещават английския Портсмут, след това корабите пресичат Ла Манш и на 15 февруари пристигат в Шербур, където командирът на съединението Педру Фронтин се среща с морския префект на Шербур. На 23 февруари бразилските кораби отплават за Тулон, а командирът на съединението заминава за Париж. На 25 август 1919 г. бразилското съединение е разформировано.

### Модернизация и служба в междувоенните години
В периода 1925 – 1926 г. крайцерът преминава през сериозна модернизация. Петте стари парни турбини са сменени с нови три, производство на John Brown & Company (Браун и Къртис), освен това десетте въглищни котела са сменени с шест нефтени на фирмата „Торникрофт“. Комините са увеличени на три. Предишните въглищни бункери и част от освободеното пространство са преоборудвани за съхранение на запасите от нефт (588 120 l). В резултат на модернизацията на двигателите скоростта на крайцера нараства до 28 възела (52 km/h). Променя се и разположението на лодките.
Въоръжението на крайцера също е модернизирано: „Баия“ получава три 20-mm зенитни оръдия „Мадсен“, 7-mm картечница „Хочкис“ и четири 533-mm торпедни апарата, което следвало да увеличи възможностите за борба със самолети и надводни кораби. Въпреки това в 1930 г. „Ню Йорк Таймс“ нарича „Баия“ и другите бразилски кораби остарели, отбелязвайки, че почти всички от тях са „над онази пределна възраст, когато корабите все още се смятат за боеспособни съгласно договореностите между страните участници във Вашингтонското морско съглашение (1922 г.) и Лондонския морски договор (1930 г.)“.
Юни 1930 г. „Баия“ и „Риу Гранди ду Сул“ съпровождат в САЩ океанския лайнер „Almirante Jacequay“, с пътник избрания за президент на Бразилия, но още невстъпил в длъжност Жулиу Престис. Визитата на Престис в САЩ е в отговор на визитата на американския президент Хърбърт Хувър в Бразилия, която той посещава през декемеври 1928 г., също така избран, но не встъпил в длъжност. На сто мили от Сенди Хук бразилските кораби са посрещнати от американските леки крайцери „Трентън“ и „Марбълхед“, приветствали Престис с 21 оръдеен салют. Поради мъгла пътят до Ню Йорк по фарватера на Амброуз чанъл отнема 5 часа. След пристигането на корабите в пристанището на Ню Йорк Престис на лодка отива на брега. Отплаването на Престис е съпроводено с 21 залпа от „Баия“ и два изстрела от батареите на Форт Джей (на английски: Fort Jay). След слизането на брега Престис отива в кметството на Ню Йорк, откъдето след това поема за Вашингтон. След осем дни престой в САЩ Престис отплава с лайнера „Олимпик“ и за Франция. По време на визитата бразилските крайцери стоят на котва в акваторията на Нюйоркската военноморска корабостроителница.
По време на Революцията от 1930 г. (октомври – ноември 1930 г.) крайцерите „Баия“ и „Риу Гранди ду Сул“ съвместно с пет или шест есминеца крейсират по крайбрежието на щата Санта Катарина. Две години по-късно в Бразилия започва Конституционалистката революция. „Баия“ участва в блокадата на пристанището Сантус, което е под контрол на въстаналите. В периода 1934 – 1935 г. крайцерът се намира в ремонт. Ноември 1935 г. „Баия“ и „Риу Гранди ду Сул“ се насочват към Натал – столицата на щата Рио Гранди до Норти. Крайцерите трябва да окажат помощ в потушаването на поредното въстание. Корабите получават заповед да потопят парахода „Сантус“, с който се опитват да избягат някои от лидерите на въстанието.
На 17 – 25 май 1935 г. „Баия“ и „Риу Гранди ду Сул“ съпровождат бразилския линкор „Сао Пауло“, на борда на който е президента на Бразилия Жетулиу Варгас, който пътува за столицата на Аржентина Буенос Айрес. По пътя към бразилските кораби се присъединява аржентинска ескадра: линкорите „Ривадавия“ и „Морено“, тежките крайцери „Алмиранте Браун“ и „Вейнтисинко де Майо“, а също така и пет есминеца.
На 2 май 1936 г. „Баия“ посреща и съпровожда до Рио де Жанейро тежките крайцери „Алмиранте Браун“ и „Вейнтисинко де Майо“. На борда на последния се намира морският министър на Аржентина контраадмирал Елеасар Видела.

### Служба в периода на Втората световна война
По време на Втората световна война крайцерът отново е привлечен към конвойна служба. За около година кораба изминава над 100 000 морски мили (190 000 km). Към 4 юли 1945 г. крайцера подсигурява охраната на транспортни самолети, пътуващи от Атлантическия към Тихоокеанския театър на войната. В този ден разчетите на зенитните оръдия на крайцера провеждат учебни стрелби. Едно от оръдията, наведено твърде ниско, уцелва дълбочинни бомби на кърмата. Последвалият мощен взрив разрушава кораба и крайцерът потъва за няколко минути. Взрива преживяват само малко от намиращите се на борда хора, и още по-малко от тях са спасени, когато след няколко дни спасителните салове са открити.

## Коментари
1. ↑  „Ню Йорк Таймс“ споменава „Бремен“, но по това време крайцерът се намира в Балтийско море. Единственият германски крайцер в този район през август 1914 г. е „Дрезден“
2. ↑  Източниците дават две дати. Съгласно Navios de Guerra Brasileiros и Dictionary of American Naval Fighting Ships, корабите пристигат в Гибралтар на 9 ноември. Роберт Шейна пише за 10 ноември
3. ↑  В официалната история на кораба обявените години са 1924 – 1927 г., но Шейна и Уитли пишат за 1925 – 1926 г.